# Krogulec (województwo kujawsko-pomorskie)
Krogulec – wieś w Polsce położona w województwie kujawsko-pomorskim, w powiecie radziejowskim, w gminie Piotrków Kujawski.
W latach 1975–1998 miejscowość administracyjnie należała do województwa włocławskiego.
W wieku XIX Krogulec stanowił kolonię w powiecie nieszawskim gminie Piotrków, parafii Orle. W roku 1827 było tu 7 domów i 70 mieszkańców.